# Chemin des Étroits
Le chemin des Étroits (en occitan : camin dels Estreits) est une voie de Toulouse, chef-lieu de la région Occitanie, dans le Midi de la France.

## Situation et accès

### Description
Le chemin des Étroits est une voie publique. Il longe le cours de la Garonne et borde à l'ouest le quartier de Pouvourville.
Il correspond à une partie de l'ancien chemin vicinal 12, entre la place Auguste-Lafourcade, à Toulouse, et Lacroix-Falgarde, et longeant la Garonne. En 1930, le chemin est classé dans la voirie départementale et devient une partie de la route départementale 7 de Toulouse à Foix en passant par Saint-Sulpice-sur-Lèze. En 1938, elle devient la route départementale 4 qui va du lieu-dit de Peyrouliès, à Fronton, jusqu'à Toulouse et, de là, à Saint-Sulpice-sur-Lèze où elle est prolongée dans le département de l'Ariège par la route départementale 919 jusqu'à Saint-Jean-de-Verges, pour rejoindre la route nationale 20. En 2017, la partie de la route départementale 4 qui se trouve sur le territoire de Toulouse Métropole lui a été transférée et est devenue la route métropolitaine 4.
La chaussée compte une voie de circulation automobile dans chaque sens. Il n'existe pas d'aménagement cyclable.

### Voies rencontrées
Le chemin des Étroits rencontre les voies suivantes, dans l'ordre des numéros croissants (« g » indique que la rue se situe à gauche, « d » à droite) :
1. Allée Henri-Sellier (g)
2. Pont de la Poudrerie (d)
3. Impasse des Cormorans - accès piéton (g)
4. Impasse des Hérons - accès piéton (g)
5. Avenue d'Empalot - Périphérique (A620) - Échangeur no 24
6. Pont d'Empalot (d)
7. Chemin des Canalets (g)
8. Chemin de Rivalsupervic (g)
9. Route des Coteaux (g)
10. Chemin des Étroits - Vieille-Toulouse

### Transports
Le chemin des Étroits n'est parcouru et desservi que par la ligne de transport à la demande 119. Il existe cependant des projets pour la transformer en ligne de bus régulière d'ici 2025. Au nord, au carrefour de l'allée Henri-Sellier, se trouvent les arrêts de la ligne de bus 44, qui mène à la station Empalot, sur la ligne de métro .
Il n'existe pas non plus de station de vélos en libre-service VélôToulouse.

## Odonymie
Le chemin des Étroits porte un nom très ancien : ce toponyme se rencontre déjà à la fin du XIIe siècle (in podio dels Estreits en latin médiéval, 1191). Ce site « des Étroits » désigne l'étroite terrasse qui surplombe la Garonne, au pied de la falaise des coteaux de Pech-David et de Vieille-Toulouse. Il fallut cependant attendre 1948 pour que le chemin prenne officiellement ce nom. Il était aussi désigné, depuis le XIVe siècle au moins, comme le chemin de Vieille-Toulouse ou le chemin de Lacroix-Falgarde, deux villages auxquels il conduit.

## Patrimoine et lieux d'intérêt

### Service municipal des Eaux

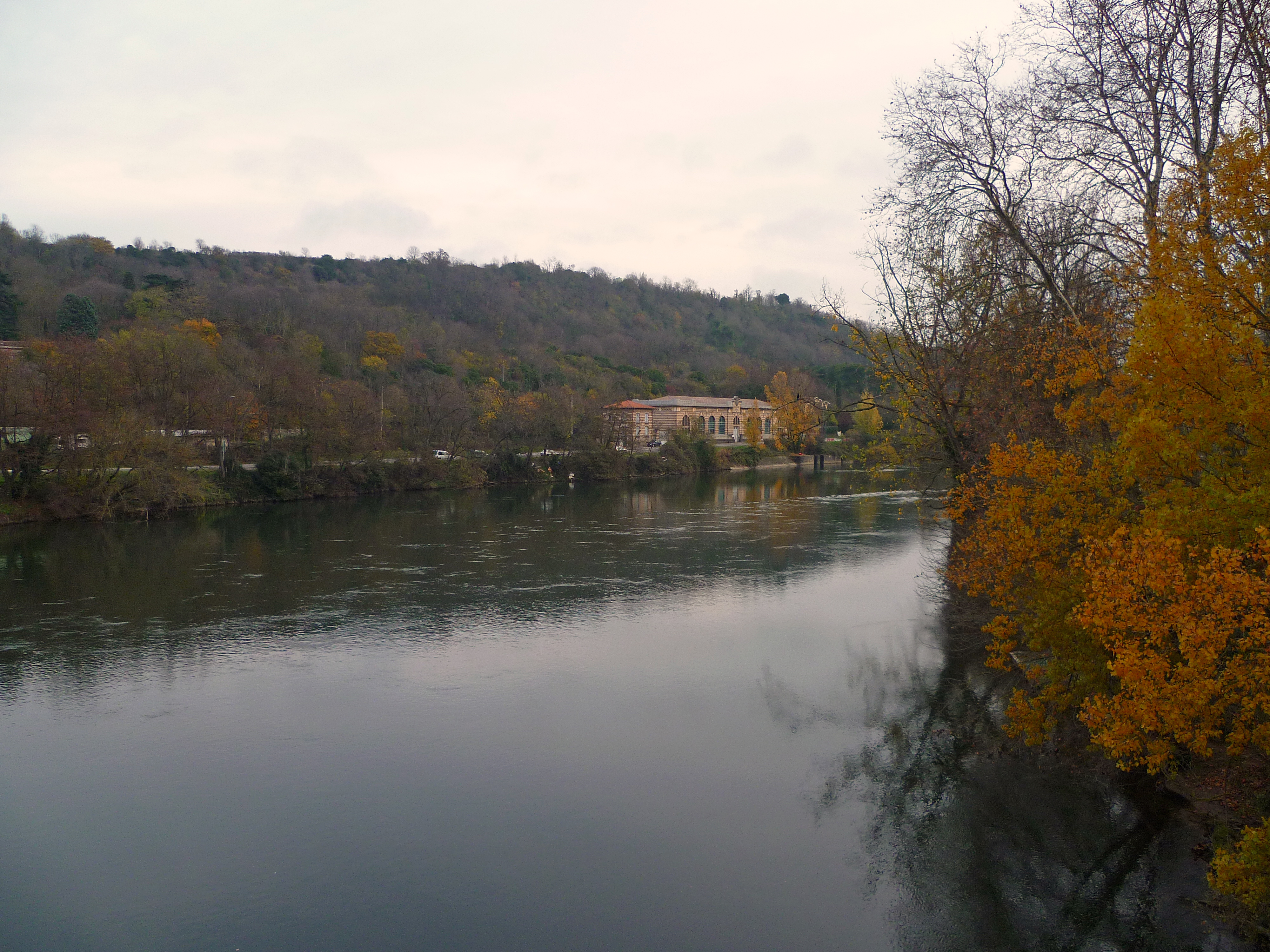
L'usine élévatoire et le coteau de Pech-David vus du chemin de la Loge.

- no  21 : usine élévatoire. 
Le premier établissement du Service municipal des Eaux occupe une vaste parcelle entre le chemin des Étroits (actuel no 21) et le chemin des Côtes-de-Pech-David (emplacement de l'actuel no 37). Il est construit entre 1927 et 1932 afin de pourvoir aux besoins croissants de la population, et particulièrement de rive droite de la Garonne. Les bâtiments en bord de Garonne abritent l'usine élévatoire qui, par un aqueduc de 350 mètres, mène les eaux jusqu'aux bâtiments du chemin des Côtes-de-Pech-David où se trouvent les systèmes de filtrage[4]. Fournissant 35 000 m3 d'eau potable par jour à l'origine, la production est portée à 150 000 m3  en 1981 à la suite de la construction de la nouvelle usine de production d'eau potable de Pech David[4]. 
L'usine élévatoire et son logement de fonction se situent en bordure du chemin des Étroits, face à la Garonne. Les fondations en sont profondes d'une dizaine de mètres et abritent un réservoir rectangulaire de 26 mètres sur 6 mètres, où est stockée l'eau directement puisée dans le fleuve. L'usine est bâtie en brique, quoique des bandeaux d'enduit simulent des assises de pierre. La façade principale est symétrique, éclairée par de grandes fenêtres en plein cintre et surmontée d'un entablement qui alterne des triglyphes et une frise de carreaux en céramique. Une large corniche débordante en béton couronne les élévations. La travée centrale est mise en valeur par un pignon à redents où prend place l'inscription « VILLE DE TOULOUSE / SERVICE DES EAUX / 1932 », surmontée des armoiries de la ville de Toulouse[4],[5].
- no  34 et 43 : station de pompage.
- no  173 : station de pompage.

### Maisons
- no  25 : maison (deuxième quart du XXe siècle)[6].
- no  49 : villa Les Lilas (vers 1920)[7],[8].
- no  54 : Bikini.
- no  97 : villa Les Moines (deuxième moitié du XIXe siècle)[9],[10].
- no  118 : villa Charry. 
La villa est construite en 1935 pour les week-ends de la famille du docteur Joseph Charry. Il fait appel à l'architecte Robert Armandary, qui avait déjà dressé en 1926 les plans de sa maison principale, no 3 rue Saint-Bernard. La ville, d'architecture Art déco, fait face à la Garonne. L'influence du style « paquebot » se fait sentir dans le choix des fenêtres en forme de hublots, d'un avant-corps arrondi ouvert d'un large bow-window et du toit-terrasse. Mais dans les années 1990, la villa est classée en zone rouge du plan de prévention des risques, à cause du risque d'éboulement : elle est démolie en 2001[11],[12].